# قرن الباد (حفاش)

تعديل مصدري - تعديل

قرن الباد هي إحدى قرى عزلة بني دهمان بمديرية حفاش التابعة لمحافظة المحويت، بلغ تعداد سكانها 252 نسمة حسب تعداد اليمن لعام 2004.